# Gran Croce (Val-Cenis)
Gran Croce (in francese Grand Croix, in francoprovenzale Gran-Crouèx, in piemontese La Gran Cros) è una frazione di Val-Cenis nella val Cenischia francese alle falde del monte Lamet (3.504 m) a 1.880 m d'altezza poco lontana dal lago del Moncenisio, dal Colle del Moncenisio e dal confine con l'Italia presso Moncenisio. 
Fino al 1947 era frazione di Moncenisio in provincia di Torino poi in seguito al trattato di Parigi del 1947 è stata annessa alla Francia pur trovandosi nel versante sud delle Alpi; la frazione fu abbandonata in seguito alla costruzione della nuova diga del lago del Moncenisio nel 1968 e divenne definitivamente disabitata nel 1986. 
Il posto di guardia francese si trova all'ingresso del villaggio ; un piccolo museo aperto d'estate ospitato nella chiesa è l'unica attività presente nella frazione abbandonata.
Fra il 1868 e il 1871 la località fu servita da una fermata della ferrovia del Moncenisio.